# Tomasz Halicki
Tomasz „Hal” Halicki (ur. 18 grudnia 1976) – polski muzyk i wokalista, a także grafik. Tomasz Halicki znany jest przede wszystkim z wieloletnich występów w blackmetalowym zespole Abused Majesty, w którym pełni funkcję wokalisty i basisty. Uczestniczył w nagraniach wszystkich albumów tegoż zespołu.
Wcześniej, w latach 1998–2002 był członkiem gothic metalowego zespołu Via Mistica. Halicki zarejestrował wraz z grupą wydane w 1999 roku demo pt. In Hora Mortis Nostre oraz wydany w 2003 roku debiutancki album studyjny zatytułowany Testamentum (In Hora Mortis Nostre). Muzyk wykonał ponadto oprawę graficzną na wydany w 2004 roku drugi album zespołu pt. Fallen Angels. Pod koniec występów w Via Mistica muzyk nawiązał również współpracę z zespołem Diseased, wraz z którym nagrał wydane w 2001 roku demo pt. Alternative Emotions. Wkrótce potem Halicki opuścił skład.
W 2003 roku, także jako basista wziął udział w reaktywacji grupy Hermh. Wraz z zespołem nagrał m.in. dwa albumy studyjne Eden’s Fire (2006) i Cold Blood Messiah (2008). Natomiast od 2004 roku współtworzy thrash-deathmetalowy zespół Evil Machine, w którym śpiewa i gra na gitarze elektrycznej. W latach 2006–2011 był członkiem grindcore'owej formacji Dead Infection. W 2008 roku wystąpił gościnnie na kompilacji zespołu Vader zatytułowanej XXV. Muzyk zagrał na gitarze basowej w interpretacji utworu „Fear of Napalm” z repertuaru Terrorizer. W 2011 roku dołączył do zespołu Vader, w którym zastąpił Tomasza Rejka.

## Instrumentarium
| - Warwick RB Vampyre 4 - Warwick GPS Thumb Bolt-On 4 - Warwick RB Vampyre 5 - Warwick Vampyre NT #16-3083 |  | - Warwick W A LWA 1000 BLACK - Warwick W CA 408 LW CE - Warwick Bass Combo BC 150 - Warwick W A LWA 500 BLACK |

## Dyskografia
- Via Mistica – Testamentum (In Hora Mortis Nostre) (2003, Metal Mind Productions)
- Via Mistica – Fallen Angels (2004, Metal Mind Productions, oprawa graficzna)
- Vader – XXV (2008, Regain Records, gościnnie)[9]
- Cinis – The Last Days of Ouroboros (2008, Old Temple Records, oprawa graficzna)
- Dead Infection – Corpses of the Universe (2008, Obliteration Records, Haunted Hotel Records, Selfmadegod Records)
- Dead Infection – Heartburn Result (2009, split z Regurgitate, No Posers Please Records)
- Effect Murder – Architects of Sense (2009, White Worms Records, gościnnie)[10]
- Dead Infection – Furniture Obsession (2009, split z Haemorrhage, Fat Ass Records)
- Markiz de Sade – Sen schizofrenika (2010, Psycho, oprawa graficzna)
- Asgaard – Stairs to Nowhere (2012, Icaros Records, gościnnie)[11]
- Evil Machine – War in Heaven (2013, Arachnophobia Records)
- Vader – Go To Hell (EP, 2014, Nuclear Blast)
- Vader – Tibi et Igni (2014, Nuclear Blast)
- Zørormr – Corpus Hermeticum (2015, Via Nocturna, gościnnie)[12]
- Vader – Future of the Past II – Hell in the East (2015, Witching Hour Productions)[13]
- Vader – Iron Times (EP, 2016, Nuclear Blast)[14]
- Vader – The Empire (2016, Nuclear Blast)[15]